# Baikivka, Peatîhatkî
Baikivka (în ucraineană Байківка) este un sat în comuna Lozuvatka din raionul Peatîhatkî, regiunea Dnipropetrovsk, Ucraina.

## Demografie
Componența lingvistică a localității Baikivka
     Ucraineană (100%)
Conform recensământului din 2001, toată populația localității Baikivka era vorbitoare de ucraineană (100%).